# Marius Tudorică
Marius Cătălin Tudorică (sinh ngày 12 tháng 11 năm 1993) là một cầu thủ bóng đá người România thi đấu ở vị trí tiền vệ cho Farul Constanța.